# Халаменюк Олександр Йосипович
Олекса́ндр Йо́сипович Халаменю́к (нар. 23 вересня 1918 року, Кременчук — пом. 12 січня 1945 року, Яніна, Свентокшиське воєводство, Польща) — командир танкової роти 39-го окремого танкового полку 5-ї гвардійської армії 1-го Українського фронту. Герой Радянського Союзу (1945, посмертно).

## Біографія
Халаменюк народився у Кременчуці, у сім'ї робітника. Закінчив школу № 7 та школу фабрично-заводського учнівства в Харкові. Працював слюсарем на Харківському тракторному заводі.
У 1939 році був призваний до рядів Червоної Армії. Був учасником радянсько-фінської війни 1939—1940 років.
У 1941 році закінчив Харківське бронетанкове училище. Служив в учбовому танковому полку.

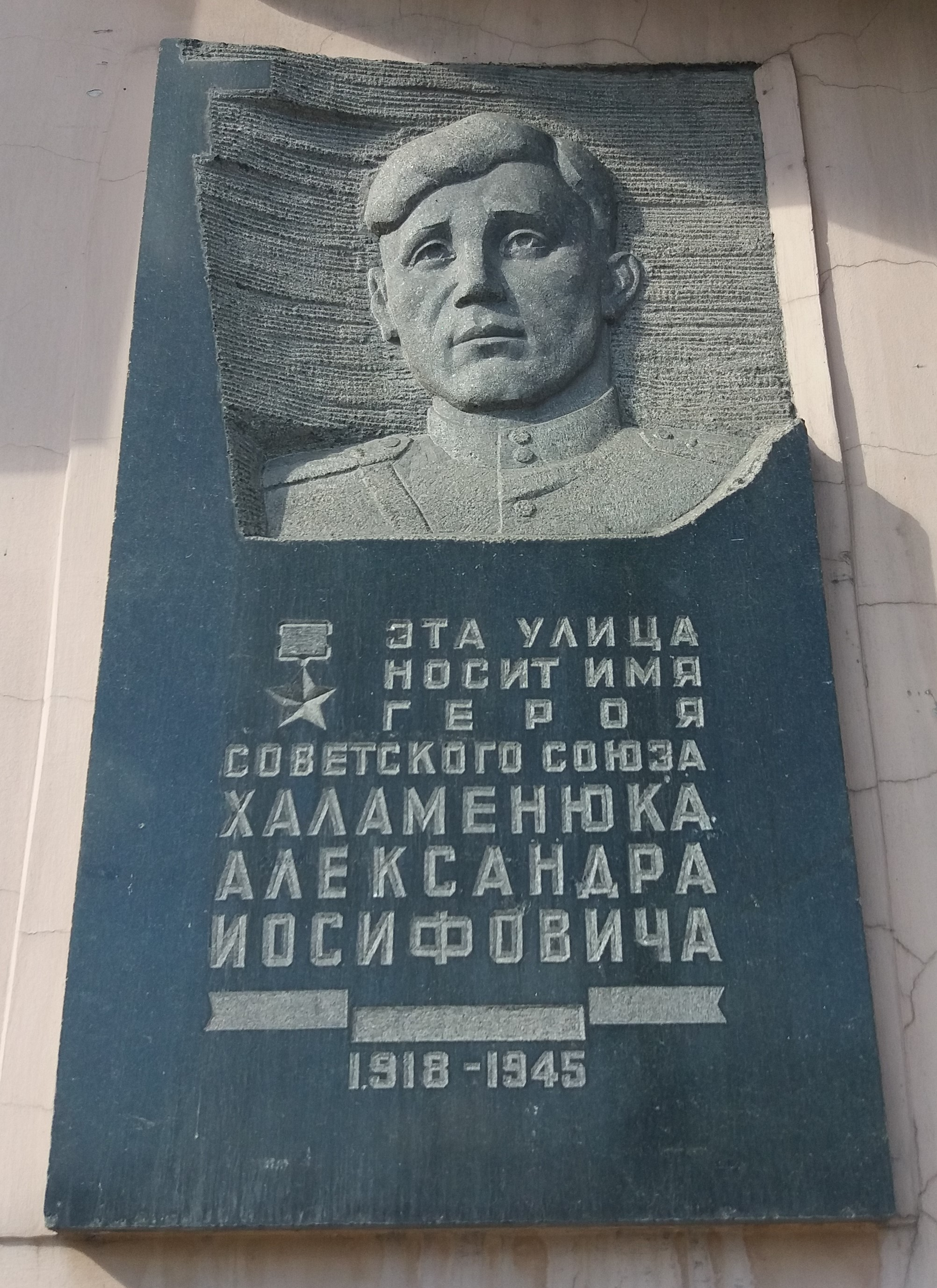
Пам'ятна дошка в Кременчуці

Учасник Німецько-радянської війни з червня 1941 року. Був учасником південно-західного, західного, калининського, 1-го та 2-го Прибалтійських фронтів та 1-го Українського фронту.
11 січня 1945 року Олександр Халаменюк, командуючи танковою групою в складі штурмових батальйонів, першим увірвався до розташування противника у районі Сандомирського плацдарму в Польщі задавивши 6 вогневих точок противника, чим сприяв прориву ворожої оборони і успішному наступу радянських частин.
На світанку 12 січня 1945 року танкова рота вступила в бій з «Тиграми» біля населеного пункту Яніна, на північній схід від міста Бусько-Здруй у Польщі. У цьому бої старший лейтенант Халаменюк загинув. Похований в Яніні.

## Пам'ять
Наказом Президії Верховної Ради СРСР від 10 квітня 1945 року за зразкове виконання бойових завдань та проявлені при цьому мужність та героїзм старшому лейтенанту Олександру Йосиповичу Халаменюку посмертно присвоєне звання Героя Радянського Союзу.
У рідному місті Халаменюка, Кременчуку, у 1985 році йому встановлено меморіальну дошку, а також названо одну з центральних вулиць. На Алеї Героїв, на граніті висічене фото та ім'я Олександра Халаменюка.

## Галерея

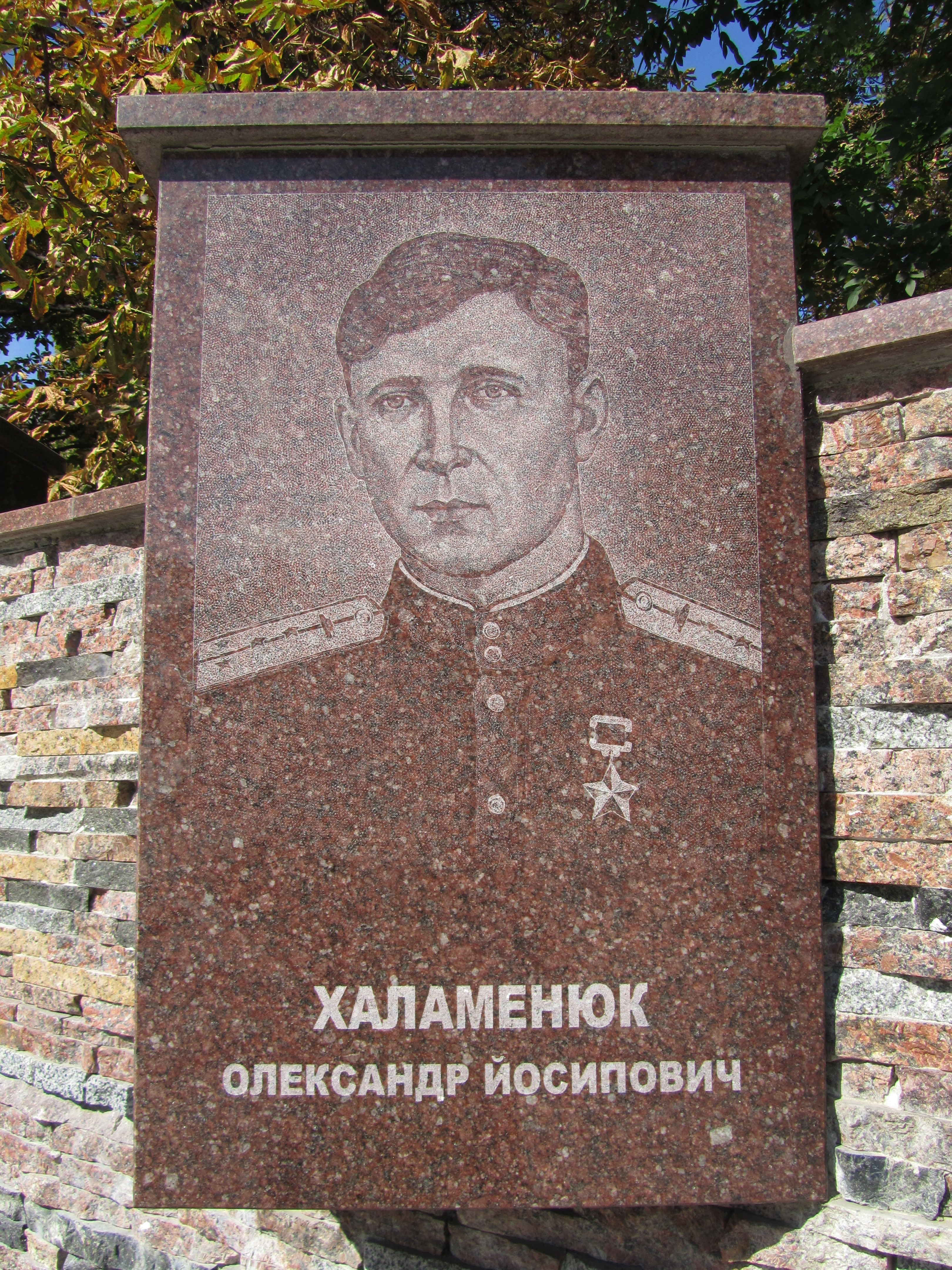
Меморіальна дошка на алеї Героїв